# Épreuve de Bernoulli

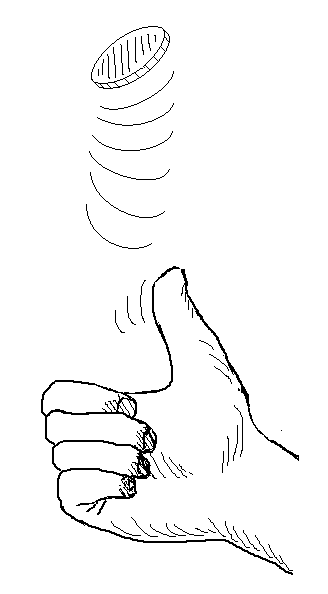
Le pile ou face est un exemple d'épreuve de Bernouilli.

En probabilité, une épreuve de Bernoulli de paramètre p (réel compris entre 0 et 1) est une expérience aléatoire (c'est-à-dire soumise au hasard) comportant deux issues, le succès ou l'échec. L'exemple typique est le lancer d'une pièce de monnaie possiblement pipée. On note alors p la probabilité d'obtenir pile (qui correspond disons à un succès) et 1-p d'obtenir face.

## Présentation
Le réel p représente la probabilité d'un succès. Le réel q = 1 – p représente la probabilité d'un échec.
La définition du « succès » et de « l'échec » est conventionnelle et est fonction des conditions de l'expérience.
Exemple 1
Le lancer d'une pièce équilibrée est une expérience de Bernoulli de paramètre 0,5. Si le « succès » est l'obtention de pile, « l'échec » sera l'obtention de face.
Exemple 2
On tire au hasard une boule dans une urne contenant 7 boules blanches et 3 boules noires. On considère comme un succès le fait de tirer une boule noire. Cette expérience est une expérience de Bernoulli de paramètre 0,3 car la probabilité de tirer une boule noire est de 3/10.
Sur l'univers {succès, échec}, on peut définir une variable aléatoire X prenant la valeur 1 en cas de succès et 0 en cas d'échec.
Cette variable aléatoire suit une loi de Bernoulli. Elle a pour espérance p et pour variance pq.
Une succession de n épreuves de Bernoulli indépendantes permet la construction d'une variable aléatoire comptant le nombre de succès. Cette variable aléatoire a pour loi de probabilité la loi binomiale de paramètres (n, p).

## Schéma de Bernoulli
On appelle schéma de Bernoulli de paramètres n et p toute expérience aléatoire consistant à répéter n fois de façon indépendante une épreuve de Bernoulli de paramètre p.
Pour schématiser la succession de plusieurs expériences de Bernoulli indépendantes, on peut construire un arbre de probabilité comportant 2n rameaux finaux.